# Riomaggiore
Riomaggiore (Rimasùu) is een gemeente in de Italiaanse provincie La Spezia (regio Ligurië) en telt 1610 inwoners (31-12-2013). De oppervlakte bedraagt 10,2 km², de bevolkingsdichtheid is 180 inwoners per km².
Riomaggiore is een van de vijf dorpen van de Cinque Terre en heeft een halte langs de spoorlijn Genua - Pisa.
De volgende frazioni maken deel uit van de gemeente: Manarola, Volastra e Groppo.

## Demografie
Riomaggiore telt ongeveer 924 huishoudens. Het aantal inwoners daalde in de periode 1991-2001 met 11,8% volgens cijfers uit de tienjaarlijkse volkstellingen van ISTAT.
| Jaar | Inwoneraantal |
| ---- | ------------- |
| 1991 | 2051          |
| 2001 | 1809          |
| 2004 | 1746          |
| 2013 | 1610          |

## Geografie
Riomaggiore grenst aan de volgende gemeenten: La Spezia, Riccò del Golfo di Spezia, Vernazza.

## Bezienswaardigheden
- Cinque Terre

## Foto's

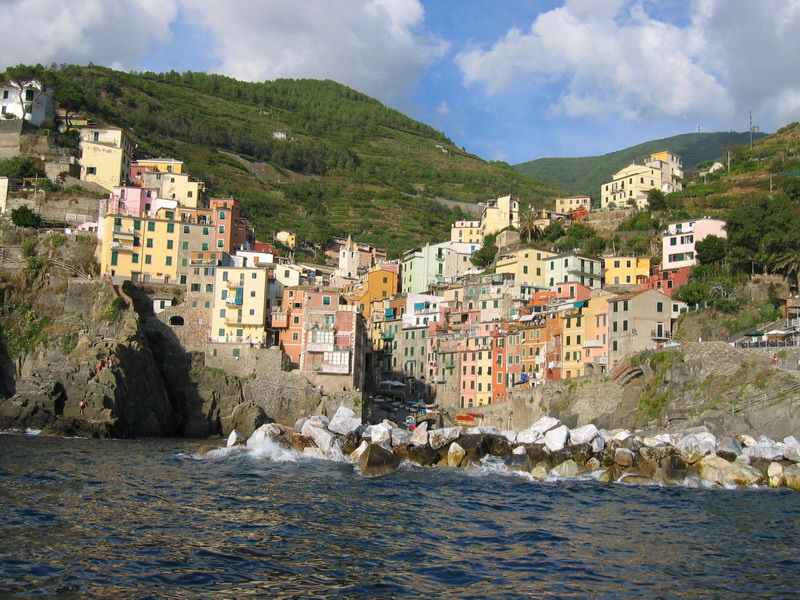
Zicht op de stad vanuit de zee
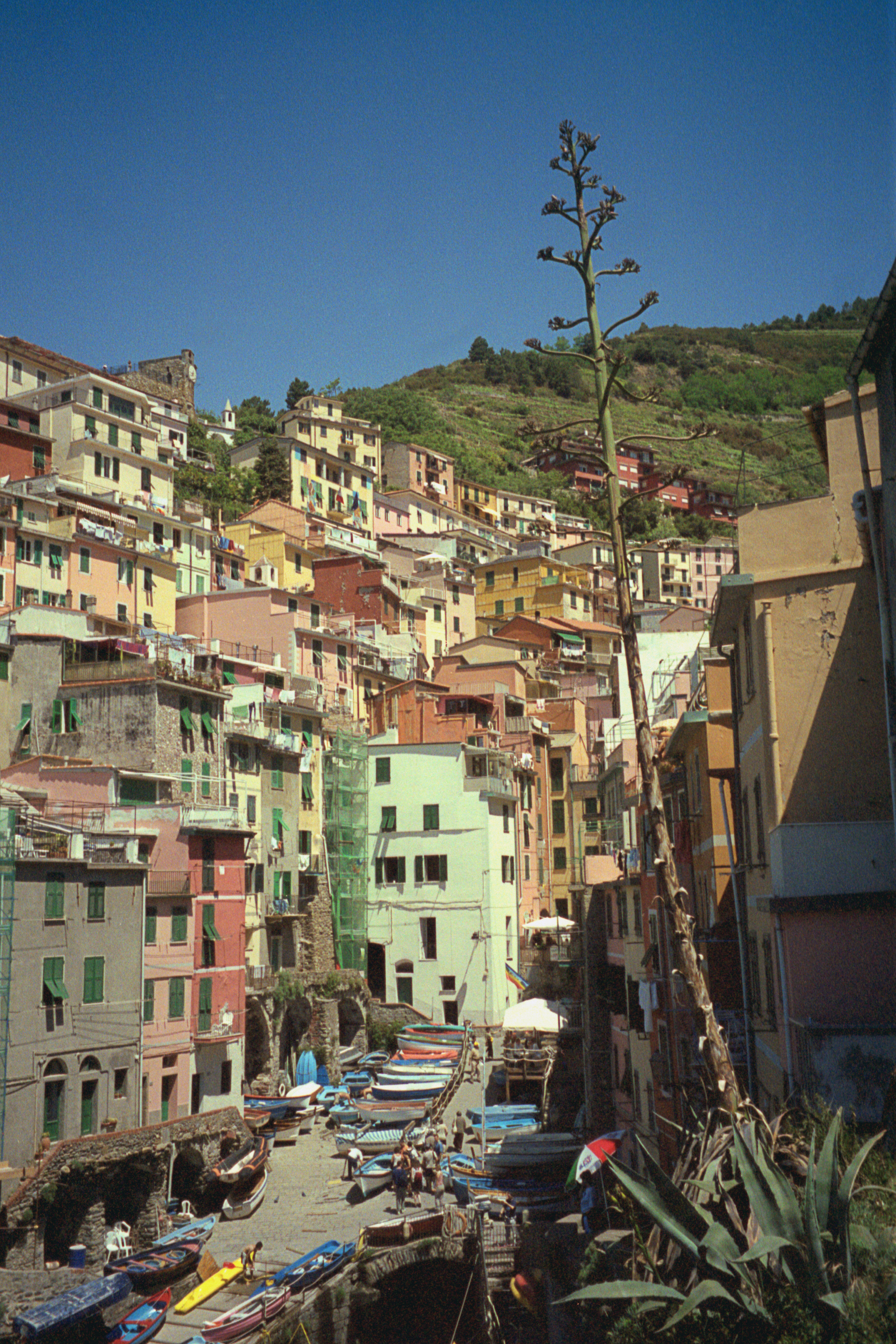
Centrale weg
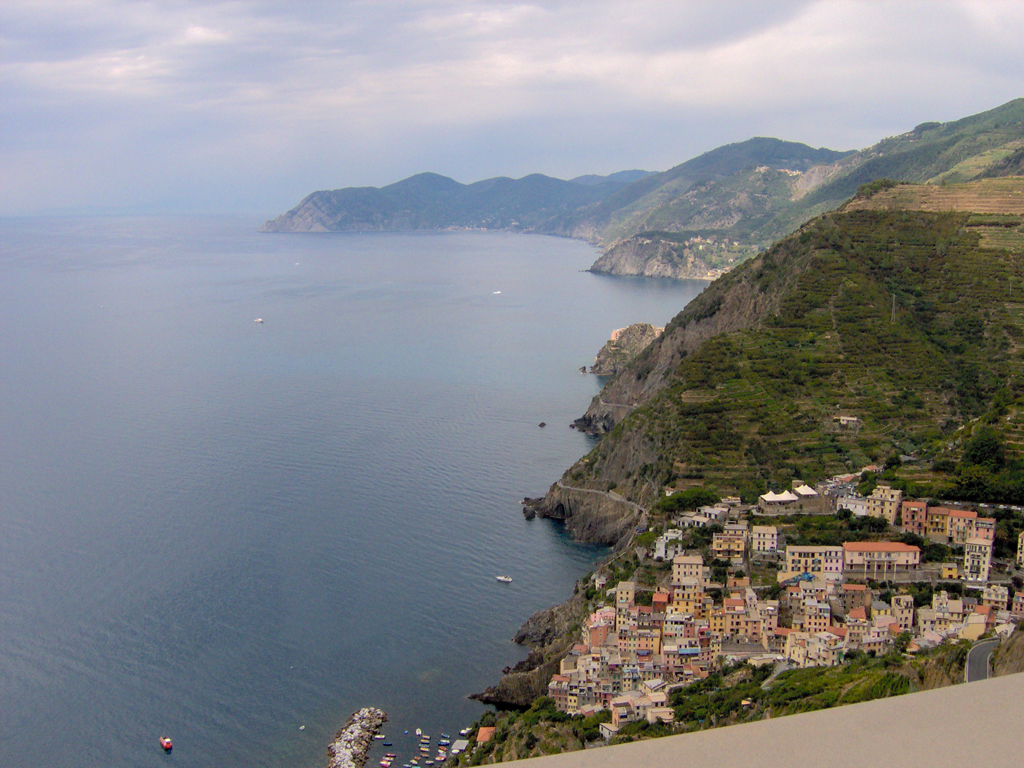
Zicht op de stad van op een hogergelegen weg

- Gemeinsame Normdatei: 7568742-2
- Virtual International Authority File: 236595911
- WorldCat: E39PCjKMp3PJMbyJfQ8V3J4HFq

Ameglia · Arcola · Beverino · Bolano · Bonassola · Borghetto di Vara · Brugnato · Calice al Cornoviglio · Carro · Carrodano · Castelnuovo Magra · Deiva Marina · Follo · Framura · La Spezia · Lerici · Levanto · Maissana · Monterosso al Mare · Ortonovo · Pignone · Porto Venere · Riccò del Golfo di Spezia · Riomaggiore · Rocchetta di Vara · Santo Stefano di Magra · Sarzana · Sesta Godano · Varese Ligure · Vernazza · Vezzano Ligure · Zignago
1. ↑  https://demo.istat.it/?l=it.